# Lansburgh's
Lansburgh's was een warenhuisketen in de omgeving van Washington D.C. Het warenhuis richtte zich op de middeninkomens.

## Geschiedenis

James Lansburgh in 1905

De eerste winkel, op de hoek 7th Street en E Street, in het winkelgebied in het centrum van Washington, D.C., werd geopend op 30 oktober 1860. De oprichters waren James en Gustav Lansburgh. Het bedrijf stond aanvankelijk bekend om de levering van de zwarte crêpe die werd gebruikt voor de begrafenis van president Abraham Lincoln.  Lansburgh installeerde de eerste lift (van hout) in een commercieel gebouw in het District of Columbia. Het bedrijf bleef in familiebezit tot het in 1951 werd overgenomen door City Stores, Inc. Ten tijde van de definitieve liquidatie in juni 1973 stond de keten op de achtste plaats van de detailhandelaren in Washington DC, met een omzet van 28,5 miljoen dollar. 

## Vlaggenschipwinkel

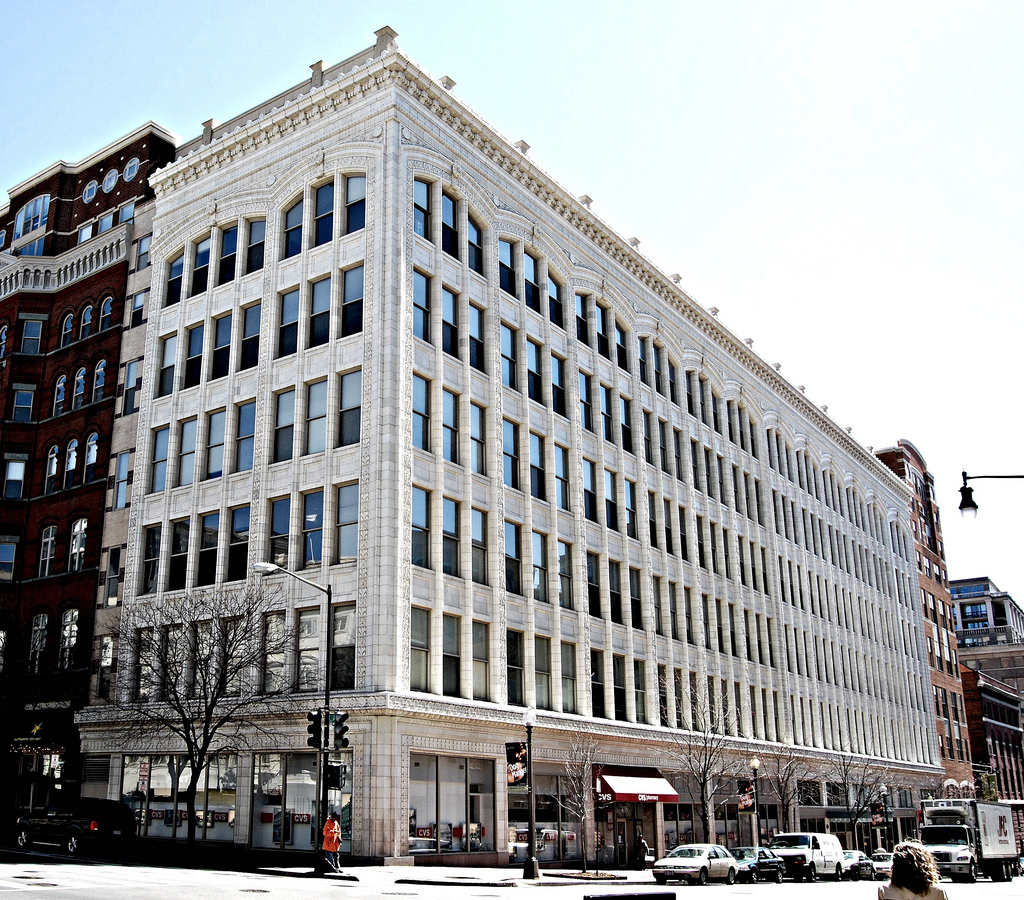
Aanbouw aan de vlaggenschipwinkel in Downtown Washington, DC (gebouwd 1916-1924)

De eerste vlaggenschipwinkel  aan Seventh Street in het stadscentrum werd in 1882 gebouwd en was een ontwerp van architect Adolf Cluss. In 1916, 1924 en 1941 werd de winkel flink uitgebreid tot aan de Eighth Street. In de jaren 1970 en 1980 werd het winkelpand gebruikt als kantoor- en magazijnruimte. De voormalige vlaggenschipwinkel op 7th Street was het middelpunt van het heropgeleefde Penn Quarter-gedeelte in het centrum van Washington, D.C.

## Filialen
In 1955 opende Lansburgh's zijn eerste vestiging in de buitenwijken van Langley Park, Maryland. In 1959 volgde een filiaal in het Shirlington Shopping Center in Arlington, Virginia. Het filiaal kostte $ 2,5 miljoen en had een oppervlakte van 14.000 m².   
De keten opende pas laat andere filialen in de voorsteden. In het Tysons Corner Center in Tysons werd op 19 oktober 1969 een winkel geopend van 15.000 m², na langdurige conflicten over huurcontracten die teruggingen tot 1962. Door die rechtsstrijd was het voor de keten moeilijk om uit te breiden naar andere winkelcentra in de buitenwijken van Washington D.C. Op 14 februari 1972 volgden de winkel in de Rockville Mall en een 15.000 m² grootte winkel in de Springfield Mall (dit werd later E.J. Korvette) in maart 1973.